# Mary Berenson
Mary Berenson (nata Mary Whitall Smith) (Germantown, 1864 – Firenze, 23 marzo 1945) è stata una storica dell'arte statunitense.

## Biografia
Proveniva da un'antica famiglia di quaccheri della Pennsylvania. Suo padre era Robert Pearsall Smith e sua madre era Hannah Whitall Smith (nata Hannah Tatum Whitall), una ricca ereditiera ed esponente del femminismo statunitense, ebbe una grande influenza su di lei.  
Studiò psicologia e filosofia allo Smith College e poi al Radcliffe College di Harvard. Ad Harvard conobbe l'avvocato irlandese Frank Costelloe, con cui si sposò nel 1885 andando a vivere con lui in Inghilterra. La coppia ebbe due figlie: Rachel Pearsall Conn Costelloe nota come Ray Strachey (1887-1940), sposata con Oliver Strachey e Catherine Elizabeth Costelloe nota come Karin Stephen (1889-1953), sposata con Adrian Stephen (fratello minore di Virginia Woolf). A Londra frequentava il circolo culturale Bloomsbury Group e vi conobbe lo storico dell'arte Bernard Berenson.    
Dopo la morte di Costelloe nel 1899, i due si trasferirono in Italia andando a vivere nella villa I Tatti di Firenze, dove nel 1900 si sposarono in una piccola cappella della villa. Dopo qualche anno Bernard Berenson acquistò la villa I Tatti, che diventò il luogo d'incontro di molti celebri intellettuali, tra cui Edith Wharton, Gertrude Stein, Gabriele D'Annunzio, John Maynard Keynes e Isabella Gardner.
La sua vasta corrispondenza indica che la Berenson partecipò attivamente alle ricerche di storia dell'arte di Bernard Berenson, contribuendo in modo sostanziale anche alla stesura di molti suoi libri, tra cui The Venetian Painters of the Renaissance (1894), Florentine Painters of the Renaissance (1896) e 
Central Italian Painters of the Renaissance (1897). 
Era sorella del saggista e critico letterario Logan Pearsall Smith e di Alys Pearsall Smith, prima moglie di Bertrand Russell.